# Nieuport 10
El Nieuport 10 fue un sesquiplano utilizado durante de la Primera Guerra Mundial diseñado y construido por la empresa Société Anonyme des Établissements Nieuport. Desempeñó una amplia variedad de cometidos como observación, caza y entrenador. Con este diseño, el diseñador Gustave Delage inició una serie de aviones sesquiplanos que permanecerían en producción durante el resto de la Primera Guerra Mundial.

## Diseño y desarrollo

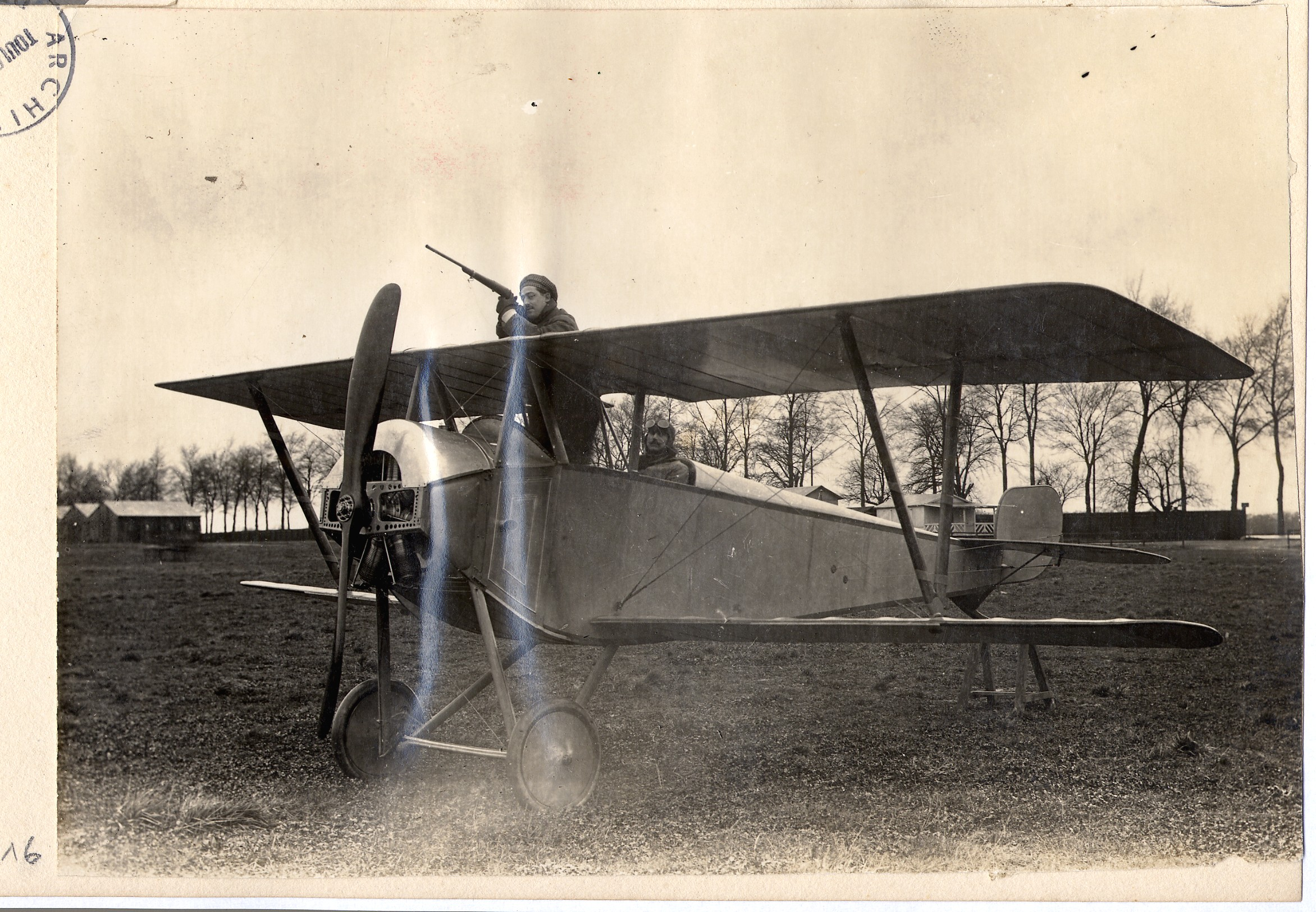
Prototipo del Nieuport 10B

En enero de 1914, el oficial aviador naval e ingeniero Gustave Delage se unió a la Société Anonyme des Etablissements Nieuport, y empezó a concebir una serie de aeronaves que permanecerían en producción durante el resto de la I Guerra Mundial.
El Nieuport 10 fue el primero de ellos y su diseñó originalmente derivaba de un aeroplano concebido para competir en la carrera del Trofeo Gordon Bennett de 1914. El comienzo de la I Guerra Mundial provocó que esta competición fuese cancelada. 
Basándose en la cédula del anterior Nieuport X Monoplan, el avión con una premura sin precedentes, fue dibujado por Gustave Delage en el verano de 1914, construido en septiembre y desarrollado en octubre y en diciembre de 1914 recibió la designación militar Nieuport Tipo 10 B (B: Biplan). 
El tipo se desarrolló como un avión de reconocimiento militar biplaza que entró en servicio en 1915.
El avión, presentaba un distintivo diseño de puntal en "V". El ala inferior era mucho más pequeña en área que el ala superior. El concepto (llamado sesquiplane) estaba destinado a combinar la estabilidad de la celda del ala reforzada con puntales y tirantes del biplano, con la velocidad, la facilidad de manejo y buena visibilidad para el piloto del monoplano. Estaba propulsado por un motor Le Rhône de solo 60 kW (80 hp); cuando se constató que carecía de la suficiente potencia para un biplaza, algunos fueron transformados en monoplazas; otros por el contrario, se construyeron o convirtieron en cazas monoplaza cubriendo la cabina delantera y agregando una ametralladora Lewis o Vickers para disparar a través y encima de la sección central del ala superior, disparando hacia adelante. De esta forma, el tipo se utilizó como caza, siendo utilizados principalmente por el RNAS en el Egeo y por los escuadrones franceses destacados en el Frente Occidental.
Se desarrollaron dos tipos principales a partir del Nieuport 10; el Nieuport 11 Bébé , un avión más pequeño, diseñado desde el principio como caza monoplaza, y el Nieuport 12 , una versión de mayor tamaño biplaza con motores de mayor potencia Clerget de 110 o 130 hp y con el ala superior de mayor envergadura. Además, se llevó a cabo la producción con cambios en los detalles, de una versión de entrenador bajo la designación Nieuport 83 E.2 que fue usado por todas las fuerzas aéreas de la Entente; también fue fabricado bajo licencia en el Japón por la compañía Nakajima como Ko-2. También se construyó un único ejemplar de un triplano, utilizando un fuselaje Nieuport 10 para probar un inusual concepto de ala escalonada.

## Variantes
Nieuport XB
Designación temprana que lo distingue del monoplano Nieuport X anterior no relacionado
Nieuport 10AV
Designación de la compañía con el observador/artillero sentado en la parte delantera y el piloto en la parte trasera
Nieuport 10AR
Designación de la compañía con el piloto sentado en la parte delantera y el observador/artillero en la parte trasera
Nieuport 10 A.2
Biplaza de observación (Artillería), similar al Nieuport X.AR
Nieuport 10 C.1
Variante de caza monoplaza. Desarrollo inspirado del Nieuport 11 C.1
Nieuport 10 E.2
Ejemplares del Nieuport 10 A.2 utilizados como entrenadores
Nieuport 10 Triplane
Nieuport 10 con un juego de alas triplano en un inusual escalonamiento adelante-atrás-adelante
Nieuport Macchi 10000
Nieuport 10 de fabricación italiana (Nieuport-Macchi con muchas modificaciones de detalle)
Nieuport 83 E.2
Entrenador especialmente diseñado con modificaciones de detalle
Nakajima Tipo 甲 2 (Ko-2)
Nieuport 83 E.2 construido bajo licencia en Japón

## Operadores
Bélgica
- Aviation Militaire

 Estados Unidos
- Componente aéreo de la Fuerza Expedicionaria Estadounidense

 Francia
- Aéronautique Militaire

 Finlandia
- Cuerpo de Aviación del Ejército (ejemplares ex-rusos)

 Italia
- Corpo Aeronautico

 Japón
- Servicio Aéreo del Ejército Imperial Japonés

 Portugal
- Escola Militar de Aeronáutica - EMA

 Reino Unido
- Royal Flying Corps
- Royal Navy Air Service

 Imperio ruso
- Flota Aérea Militar Imperial

 República Nacional Ucraniana
- Ejército Popular de Ucrania (sólo 1 avión)

- Flota Aérea de los Trabajadores y Campesinos (ejemplares ex-rusos imperiales)

## Especificaciones técnicas
Referencia datos: Apostolo, Giorgio. (1991) Aermacchi - from Nieuports to AMX

### Características generales
- Tripulación: 1 (caza)/2 (observación)
- Longitud: 7,09 m
- Envergadura: Superior: 8,03 m
Inferior: 7,51 m
- Superficie alar: 18 m²
- Peso vacío: 440 kg
- Peso cargado: 650 kg
- Planta motriz: 1× motor rotativo de nueve cilindros refrigerado por aire Le Rhône 9C.
  - Potencia: 60 kW (83 HP; 82 CV)
- Hélices: Bipala Régy 155 o Chauviere 2219 de paso fijo
- Diámetro de la hélice: 2,5 m

### Rendimiento
- Velocidad máxima operativa (Vno): 139 km/h
- Alcance: 300 km
- Techo de vuelo: 4000 m
- Régimen de ascenso: 2,1 m/s
- Carga alar: 36,1 kg/m²

### Armamento
- Ametralladoras: 1× Lewis, montada sobre el ala superior en versión de caza

## Curiosidades
Un modelo original de Nieuport 10, que perteneció al as francés Charles Nungesser, se encuentra en el aeródromo de Old Rhinebeck, New York (EE. UU.).

### Desarrollos relacionados
- Nieuport 11
- Nieuport 12
- Nieuport 17
- Nieuport 24
- Nieuport 27

### Aeronaves similares
- Airco DH.1
- Airco DH.2
- Albatros C.I
- Nieuport 11
- Nieuport 12
- Sopwith Pup

### Listas relacionadas
- Anexo:Cazas de la Primera Guerra Mundial
- Anexo:Biplanos